# 白尾奈氏鱈
白尾奈氏鱈，為輻鰭魚綱鱈形目鼠尾鱈科的其中一種，分布於東印度洋西澳大利亞海域，屬深海底棲性魚類，深度688-854公尺，體長可達23公分，棲息在底層水域，生活習性不明。